# Молдова на Играх доброй воли
Молдавия принимала участие в одних летних Играх доброй воли — Играх 1994 года.
До 1994 года спортсмены Молдавии принимали участие в Играх в составе команды СССР.
На Играх спортивная делегация Молдавии завоевала всего 2 медали, из них нет ни одной золотой.

## Медальный зачёт

### Медали на летних Играх
| Игры                 | Золото                             | Серебро                            | Бронза                             | Всего                              | Место                              |
| 1986, 1990           | участвовали в составе команды СССР | участвовали в составе команды СССР | участвовали в составе команды СССР | участвовали в составе команды СССР | участвовали в составе команды СССР |
| Санкт-Петербург 1994 | 0                                  | 0                                  | 2                                  | 2                                  | 48                                 |
| 1998                 | не участвовали                     | не участвовали                     | не участвовали                     | не участвовали                     | не участвовали                     |
| 2001                 | не участвовали                     | не участвовали                     | не участвовали                     | не участвовали                     | не участвовали                     |
| Всего                | 0                                  | 0                                  | 2                                  | 2                                  |                                    |